# Chicago Fire (12.ª temporada)
A décima segunda temporada de Chicago Fire, uma série dramática de televisão americana com o produtor executivo Dick Wolf e os produtores Derek Haas e Matt Olmstead, foi encomendada em 10 de abril de 2023 pela NBC. A temporada estreou em 17 de janeiro de 2024 e terminou em 22 de maio de 2024 depois de 13 episódios. A temporada foi afetada pela greve dos roteiristas dos Estados Unidos de 2023 (que começou em 2 de maio e terminou em 27 de setembro) e pela greve da SAG-AFTRA (que começou em 14 de julho e terminou em 9 de novembro).

## Elenco e personagens

### Principal
- Taylor Kinney como Tenente Kelly Severide, Esquadrão 3
- Kara Killmer como paramédica chefe Sylvie Brett, Ambulância 61 (Episódios 1–6)
- David Eigenberg como Tenente Christopher Herrmann, Motor 51
- Joe Minoso como bombeiro Joe Cruz, Esquadrão 3
- Christian Stolte como bombeiro Randall "Mouch" McHolland, Caminhão 81
- Miranda Rae Mayo como Tenente Stella Kidd, Caminhão 81
- Alberto Rosende como Bombeiro Blake Gallo, Caminhão 81 (Episódio 1)
- Daniel Kyri como bombeiro Darren Ritter, Motor 51
- Hanako Greensmith como Paramédica Responsável Violet Mikami, Ambulância 61
- Eamonn Walker como vice-chefe de distrito Wallace Boden, Distrito 4

### Recorrente
- Randy Flagler como bombeiro Harold Capp, Esquadrão 3
- Anthony Ferraris como bombeiro Tony Ferraris, Esquadrão 3
- Jake Lockett como bombeiro Sam Carver, Caminhão 81
- Rome Flynn como bombeiro Derrick Gibson
- Robyn Coffin como Cindy Herrmann, esposa de Christopher
- Kristen Gutoskie como Chloe Cruz, esposa de Joe Cruz
- Carlos S. Sanchez como Javier Cruz, filho adotivo de Joe
- Katelynn Shennett como bombeira Kylie Estevez
- Laura Allen como paramédica chefe Danya Robinson
- Jocelyn Hudon como a paramédica Lizzie Novak
- Michael Bradway como bombeiro Jack Damon[5]

### Convidados especiais
- Jesse Spencer como Capitão Matthew Casey

### Personagens crossover
- Amy Morton como Sargento Trudy Platt
- Dominic Rains como Dr. Crockett Marcel

## Episódios
| N.º geral | N.º na temp. | Título                | Dirigido por      | Escrito por        | Exibição original       | Cód. de produção | Audiência U.S. (milhões) |
| --- | ------------ | --------------------- | ----------------- | ------------------ | ----------------------- | ---------------- | ------------------------ |
| 240 | 1            | "Barely Gone"         | Reza Tabrizi      | Andrea Newman      | 17 de janeiro de 2024   | 1201             | 7.00                     |
| Severide recebe uma recepção gelada ao retornar ao Batalhão 51. Kidd e Hermann brigam por causa de Ritter. O Batalhão 51 se despede de um dos seus. O Batalhão 17 divide temporariamente o quartel com o 51. Ambas as equipes trabalham juntas para investigar uma série de explosões e Severide e os outros se unem depois que Hermann é atingido por uma das explosões. |              |                       |                   |                    |                         |                  |                          |
| 241 | 2            | "Call Me McHolland"   | Lisa Demaine      | Matt Whitney       | 24 de janeiro de 2024   | 1202             | 6.58                     |
| Procurando mudar sua imagem, Mouch busca mudar seu apelido para deixar um legado melhor. Cruz pretende fazer a prova de tenente e sair do 51 sem o conhecimento de Severide. Enquanto isso, Ritter pede que Herrmann vá ao médico com medo que ele perca a audição após a explosão. Além disso, Brett recorre a Tony para ajudá-la a procurar um local para o casamento. |              |                       |                   |                    |                         |                  |                          |
| 242 | 3            | "Trapped"             | Reza Tabrizi      | Michael Gilvary    | 31 de janeiro de 2024   | 1203             | 6.73                     |
| Brett e Violet lidam com uma possível situação de violência doméstica quando uma jovem pede ajuda. Enquanto isso, o 51 dá as boas-vindas ao mais novo membro do Caminhão. Kidd começa a ter dúvidas quando Severide inicia mais um caso de incêndio criminoso que pode tirá-lo de Chicago novamente. Herrmann fica sabendo da notícia dos resultados de seus exames sobre sua perda auditiva. |              |                       |                   |                    |                         |                  |                          |
| 243 | 4            | "The Little Things"   | Lisa Robinson     | Victor Teran       | 7 de fevereiro de 2024  | 1204             | 6.30                     |
| Kidd fica preocupada com a situação de uma menina que possivelmente iniciou incêndios propositalmente. Enquanto isso, o ex-enteado de Boden entra em contato pedindo sua ajuda para tirar sua mãe da prisão. Brett é forçada a levar sua filha ao corpo de bombeiros depois que de sua babá cancelar de última hora e Cruz começa a se sentir ofendido por ainda não ter recebido um convite para o casamento de Brett e Casey.                                                                           |              |                       |                   |                    |                         |                  |                          |
| 244 | 5            | "On the Hook"         | Matt Earl Beesley | Matt Demblowski    | 21 de fevereiro de 2024 | 1205             | 6.40                     |
| Brett e Violet investigam o que poderia ter causado o mau funcionamento do desfibrilador durante um chamado e lidam com as consequências. Enquanto isso, Carver investiga a vida de Gibson antes de ingressar no CFD. Herrmann procura um lugar para sua nova poltrona reclinável que encontrou durante um chamado. |              |                       |                   |                    |                         |                  |                          |
| 245 | 6            | "Port in the Storm"   | Reza Tabrizi      | Andrea Newman      | 28 de fevereiro de 2024 | 1206             | 6.58                     |
| O Quartel 51 recebe de volta alguns rostos familiares enquanto se preparam para dizer adeus a Brett e celebrar o casamento dela e de Casey. Violet tenta decorar o local do casamento de Brett e é promovida a paramédica chefe. Um chamado em uma feira de exposições toma um rumo chocante quando o chamado se transforma em uma situação com Brett como refém. Stella fica preocupada por não ter tido notícias de Severide, pois ele deveria retornar para Chicago.                                   |              |                       |                   |                    |                         |                  |                          |
| 246 | 7            | "Red Flag"            | William Eichler   | Matt Whitney       | 20 de março de 2024     | 1207             | 6.33                     |
| Depois de descobrir dinheiro escondido no chão de uma casa em chamas durante um chamado, Severide tenta proteger uma garota que está em apuros com uma gangue local. Enquanto isso, Violet entra em conflito com seu novo parceiro depois que ele a prejudica no primeiro chamado deles. Ritter inicia um novo relacionamento. Mouch faz de tudo para rejeitar uma multa de estacionamento. |              |                       |                   |                    |                         |                  |                          |
| 247 | 8            | "All the Dark"        | Paul McCrane      | Natalie Wood       | 27 de março de 2024     | 1208             | 6.26                     |
| Chefe Boden investiga a paramédico chefe Robinson depois que Severide e Violet recebem reclamações do novo paramédico. Enquanto isso, após um chamado com uma situação de materiais perigosos em uma clínica de diálise, Stella descobre que o treinador da academia de bombeiros é um paciente e mais tarde descobre que ele pode ter sido vítima de negligência médica. Carver fica cada vez mais preocupado com o recente comportamento errático de Gibson. Herrmann e Mouch pregam peças um no outro. |              |                       |                   |                    |                         |                  |                          |
| 248 | 9            | "Something About Her" | Heather Cappiello | Victor Teran       | 3 de abril de 2024      | 1209             | 6.07                     |
| Severide e o investigador de incêndios, Van Meter, investigam um caso após o chamado de um prédio de estúdio de música em chamas com padrões de queimadura aparentemente suspeitos. Enquanto isso, Violet conhece seu novo parceiro na Ambulância 61. Kylie trabalha por alguns turnos como substituta no 81 e ajuda o enteado de Boden, James, em seu novo trabalho administrativo. Além disso, Mouch lida com questões de limites com uma paciente do programa de paramedicina.                         |              |                       |                   |                    |                         |                  |                          |
| 249 | 10           | "The Wrong Guy"       | Reza Tabrizi      | Danielle Nicki     | 1 de maio de 2024       | 1210             | 6.05                     |
| Com Boden tirando licença, Severide o substitui como oficial em comando. Enquanto isso, Cruz tem dúvidas quando o tio de Javi reaparece para se reconectar. Stella tenta salvar seu programa “Girls on Fire”. Violet tenta fazer com que Novak se junte ao 51 permanentemente. Além disso, Herrmann pede a ajuda de Ritter para rastrear seus filhos pelo celular. |              |                       |                   |                    |                         |                  |                          |
| 250 | 11           | "Inside Man"          | Brenna Malloy     | Matt Whitney       | 8 de maio de 2024       | 1211             | 6.08                     |
| Kidd e o resto dos 51 correm contra o tempo para encontrar seu caminhão depois que ele foi roubado do corpo de bombeiros e descobrem que Severide foi sequestrado acidentalmente. Enquanto isso, Ritter considera contar para Kidd sobre as intenções de Damon como o mais novo substituto no 51 e se deve contar ao corpo de bombeiros que está namorando um policial. Além disso, Cruz e sua esposa Chloe consideram terapia de casais.                                                                 |              |                       |                   |                    |                         |                  |                          |
| 251 | 12           | "Under Pressure"      | Lisa Demaine      | Jessica D. Johnson | 15 de maio de 2024      | 1212             | 5.86                     |
| Depois de testemunhar Lennox tomando uma decisão errada em um chamado, Violet e Severide consideram entregá-lo, apesar do risco de aumentar a tensão com a paramédica chefe Robinson. Enquanto isso, o casamento de Cruz e Chloe chega ao auge quando Chloe pede a Cruz para reduzir sua carga horária como bombeiro. Além disso, Tony e Capp competem com outro Esquadrão para quebrar um recorde mundial.                                                                                               |              |                       |                   |                    |                         |                  |                          |
| 252 | 13           | "Never Say Goodbye"   | Reza Tabrizi      | Andrea Newman      | 22 de maio de 2024      | 1213             | 5.79                     |
| Boden toma uma decisão que pode mudar sua carreira quando se trata de finalmente derrubar Robinson da sua promoção iminente e considera Hermann a ser promovido como o próximo chefe do Batalhão 51. Enquanto isso, um chamado em um restaurante onde um pai estava abusando de seu filho traz lembranças ruins para Damon. O relacionamento de Violet e Carver sofre um declínio. Além disso, Mouch tem dificuldades ao dirigir o novo caminhão 81.                                                      |              |                       |                   |                    |                         |                  |                          |

## Produção

### Casting
Em 31 de outubro de 2023, a NBC anunciou que Taylor Kinney retornaria à série após sua licença. Em 13 de dezembro de 2023, a NBC anunciou que Rome Flynn se juntaria à série em um papel recorrente como o mais novo recruta do 51 com um passado sombrio. Em 29 de março de 2024, a NBC anunciou que Jocelyn Hudon se juntaria à série como a mais nova paramédica, substituindo Kara Killmer em um papel recorrente e com potencial para ser promovida a regular na série. Em 3 de abril de 2024, foi anunciado que o novato Michael Bradway substituiria Rome Flynn (que saiu da série após seis episódios) como o mais novo bombeiro da 51, Jack Damon. Seu papel também tem potencial para ser regular na próxima décima terceira temporada. Sua primeira aparição foi no décimo episódio da temporada.

### Saídas de Kara Killmer, Alberto Rosende e Eamonn Walker
Em 16 de novembro de 2023, foi anunciado que a veterana Kara Killmer, que interpreta a paramédica responsável, Sylvie Brett, sairia no meio da décima segunda temporada. Seu último episódio foi ao ar em 28 de fevereiro de 2024. Em 30 de novembro de 2023, também foi anunciado que Alberto Rosende, que interpretou o bombeiro Blake Gallo desde a oitava temporada, também deixaria a série. Sua última aparição foi na estreia da temporada. Foi relatado que ambas as saídas foram decisões criativas. Em 7 de maio de 2024, foi anunciado que o membro do elenco original, Eamonn Walker, que interpretou Wallace Boden, deixaria a série no final da décima segunda temporada. Mais tarde, foi declarado que Walker retornará a série em um papel recorrente.

## Recepção

### Audiência
| №  | Título                | Exibição original       | Rating/share (18–49) | Audiência (em milhões) |
| -- | --------------------- | ----------------------- | -------------------- | ---------------------- |
| 1  | "Barely Gone"         | 17 de janeiro de 2024   | 0.6                  | 7.00                   |
| 2  | "Call Me McHolland"   | 24 de janeiro de 2024   | 0.6                  | 6.58                   |
| 3  | "Trapped"             | 31 de janeiro de 2024   | 0.5                  | 6.73                   |
| 4  | "The Little Things"   | 7 de fevereiro de 2024  | 0.5                  | 6.30                   |
| 5  | "On the Hook"         | 21 de fevereiro de 2024 | 0.5                  | 6.40                   |
| 6  | "Port in the Storm"   | 28 de fevereiro de 2024 | 0.6                  | 6.58                   |
| 7  | "Red Flag"            | 20 de março de 2024     | 0.5                  | 6.33                   |
| 8  | "All the Dark"        | 27 de março de 2024     | 0.5                  | 6.26                   |
| 9  | "Something About Her" | 3 de abril de 2024      | 0.4                  | 6.07                   |
| 10 | "The Wrong Guy"       | 1 de maio de 2024       | 0.4                  | 6.05                   |
| 11 | "Inside Man"          | 8 de maio de 2024       | 0.5                  | 6.08                   |
| 12 | "Under Pressure"      | 15 de maio de 2024      | 0.5                  | 5.86                   |
| 13 | "Never Say Goodbye"   | 22 de maio de 2024      | 0.4                  | 5.79                   |